# Katsuyuki Miyazawa
Katsuyuki Miyazawa (jap. 宮沢 克行, Miyazawa Katsuyuki; * 15. September 1976 in der Präfektur Chiba) ist ein ehemaliger japanischer Fußballspieler.

## Karriere
Miyazawa erlernte das Fußballspielen in der Schulmannschaft der Bunan High School und der Universitätsmannschaft der Meiji-Universität. Seinen ersten Vertrag unterschrieb er 1999 bei den Urawa Reds. Der Verein spielte in der höchsten Liga des Landes, der J1 League. Am Ende der Saison 1999 stieg der Verein in die J2 League ab. 2000 wurde er mit dem Verein Vizemeister der J2 League und stieg in die J1 League auf. 2002 wechselte er zum Zweitligisten Albirex Niigata. 2003 wurde er mit dem Verein Meister der J2 League und stieg in die J1 League auf. Für den Verein absolvierte er 69 Spiele. Im Juli 2004 wurde er an den Zweitligisten Montedio Yamagata ausgeliehen. Für den Verein absolvierte er 22 Spiele. 2005 kehrte er zu Albirex Niigata zurück. Im September 2006 wechselte er zum Zweitligisten Montedio Yamagata. 2008 wurde er mit dem Verein Vizemeister der J2 League und stieg in die J1 League auf. Am Ende der Saison 2011 stieg der Verein in die J2 League ab. Für den Verein absolvierte er 205 Spiele. Ende 2012 beendete er seine Karriere als Fußballspieler.